# Almanach Nowej Sztuki
Almanach Nowej Sztuki – czasopismo awangardowe wydawane w Warszawie w latach 1924–1925 pod redakcją Stefana Kordiana Gackiego. Drugi, alternatywny tytuł pisma brzmiał „F24” („Futuryzm 1924”), podtytuł natomiast określał periodyk jako kontynuację „Nowej Sztuki”, pisma wychodzącego w latach 1921–1922.
Prawdopodobnie „Almanach...” pomyślany był początkowo jako wydawnictwo jednorazowe – pierwszy numer nie był opatrzony cyfrą 1, nie zawierał też działu recenzji. Dopiero w numerze następnym pojawiła się informacja określająca go jako dwumiesięcznik.
Pismo dążyło do zjednoczenia polskiej awangardy i związania się z europejską nowatorską myślą artystyczną. Skupiało głównie poetów z kręgu futuryzmu i „Zwrotnicy”. Z pismem współpracowali m.in.: Anatol Stern, Tadeusz Peiper, Stanisław Brucz, Mieczysław Braun, a także (od numeru drugiego): Julian Przyboś, Jalu Kurek, Stanisław Ignacy Witkiewicz oraz Adam Ważyk. Inni pisarze drukujący w piśmie to Aleksander Wat, Bruno Jasieński, Tytus Czyżewski, Stanisław Młodożeniec.
Na łamach pisma ukazały się także przekłady pisarzy, takich jak Guillaume Apollinaire, Blaise Cendrars, Max Jacob, Jean Cocteau, reprodukcje prac Fernanda Légera, Picassa. Promowało ideę "nowego klasycyzmu", program "nowoczesnego społeczeństwa świadomych konstruktorów życia".
Łącznie ukazały się cztery numery czasopisma. Wydano również odrębne tomiki składające się na serię Biblioteka Nowej Sztuki, m.in.  Anatola Sterna (Anielski cham, 1924), Jalu Kurka i Adama Ważyka (Semafory, 1924).